# 永瀬寅吉
永瀬 寅吉（ながせ とらきち、1890年（明治23年）11月5日 - 1965年（昭和40年）7月17日）は、日本の実業家・政治家。貴族院多額納税者議員、埼玉県川口市長（第3代）。

## 経歴
埼玉県北足立郡川口町（現:川口市）で、川口町長・鋳物業、永瀬庄吉の長男として生まれる。1909年、埼玉県立浦和中学校卒業後に東京高等工業学校を修了した。
1912年以降、永瀬鉄工所管理者、川口商工会議所会頭、川口鋳物工業組合理事などを務めた。
1933年、川口市の市制施行に伴い市会議員に就任し、初代議長を務めた。1935年7月1日、第3代川口市長に就任し、1938年4月1日まで在任。その他、埼玉県産業報国会副会長、大政翼賛会埼玉県支部参与などを務めた。
1941年1月30日、貴族院多額納税者議員に任じられ、交友倶楽部に所属して活動し1947年5月2日の貴族院廃止まで在任した。